# Also hat Gott die Welt geliebt, BWV 68

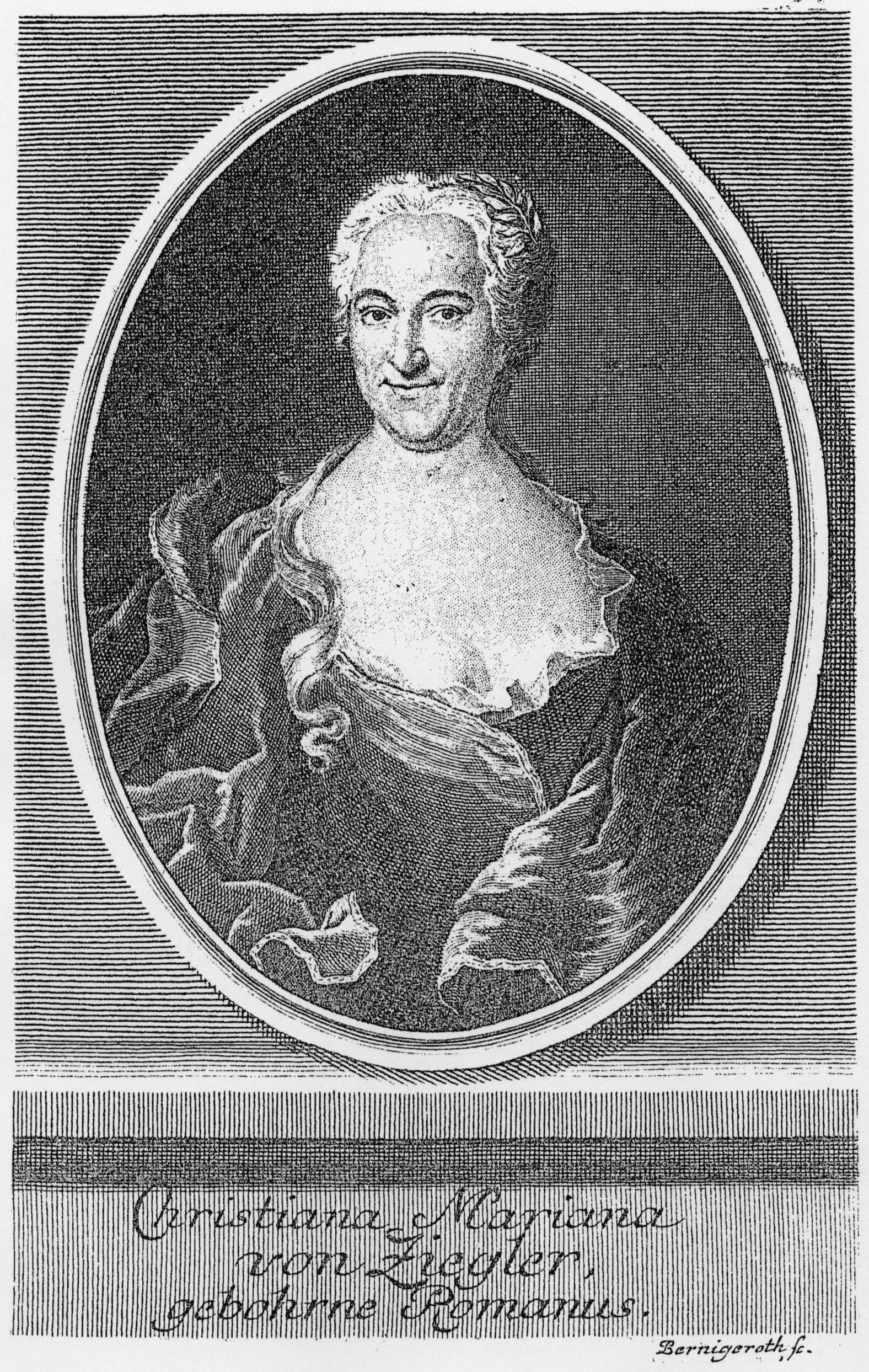
Christiana Mariana von Ziegler, autora del texto de la cantata.

Also hat Gott die Welt geliebt, BWV 68 (De tal modo amó Dios al mundo) es una cantata de iglesia escrita por Johann Sebastian Bach en Leipzig para el segundo día de Pentecostés y estrenada el 21 de mayo de 1725.

## Historia
Bach compuso esta obra durante su segundo año como Thomaskantor en Leipzig para el segundo día de Pentecostés. Forma parte de su segundo ciclo anual de cantatas. La cantata fue interpretada por primera vez el 21 de mayo de 1725.

## Análisis

### Texto
Las lecturas establecidas para ese día eran de los Hechos de los Apóstoles, el sermón de San Pedro a Cornelio (Hechos 10:42-48), y del evangelio según San Juan "De tal manera amó Dios al mundo" del encuentro entre Jesús y Nicodemo (Juan 3:16-21).
En su segundo año en Leipzig, Bach compuso cantatas corales desde el primer domingo después de la Trinidad y el domingo de Ramos. No obstante, para Pascua volvió a cantatas basadas en textos más variados, posiblemente debido a que se quedó sin libretista. Nueve de sus cantatas para el periodo entre Pascua y Pentecostés están basadas en textos de Christiana Mariana von Ziegler, incluyendo la presente cantata. Bach posiblemente los había encargado en 1724 para su primer ciclo anual de cantatas pero no les puso música entonces. Más adelante insertó la mayor parte de ellos en su tercer ciclo anual, pero guardó esta y Auf Christi Himmelfahrt allein, BWV 128 escrita para la Ascensión, en su segundo ciclo, posiblemente porque ambas empiezan con una fantasía coral. La poetisa inició la cantata en una forma inusual con la primera estrofa del himno escrito por Salomo Liscow en 1675. Es cercano al principio del evangelio: "Porque de tal manera amó Dios al mundo, que ha dado a su Hijo unigénito, para que todo aquel que en él cree, no se pierda, mas tenga vida eterna". En el movimiento final citó el versículo 18 del evangelio, arreglado por Bach como un insólito movimiento coral.

### Instrumentación
La obra está escrita para dos voces solistas (soprano y bajo), un coro a cuatro voces; trompa, cornetto, tres trombones, dos oboes, taille (oboe tenor), dos violines, viola, violonchelo piccolo y bajo continuo.

### Estructura
Consta de cinco movimientos.
1. Coro: Also hat Gott die Welt geliebt
2. Aria (soprano): Mein gläubiges Herze
3. Recitativo (bajo): Ich bin mit Petro nicht vermessen
4. Aria (bajo): Du bist geboren mir zugute
5. Coro: Wer an ihn gläubet, der wird nicht gerichtet

Presenta una estructura única entre las cantatas de Bach, puesto que empieza con un coral y termina con un complejo movimiento de coral sobre una cita del evangelio de Juan. Bach derivó las dos arias de su Cantata de caza. 
El coro inicial es una fantasía coral, como en las cantatas corales de Bach. La melodía del himno de Gottfried Vopelius (1682) es cantada por la soprano y doblada por la trompa. Bach cambió el ritmo de la melodía del original en compás de 4/4 al 12/8. El musicólogo Julian Mincham señala que el compositor "la adorna hasta tal punto que ya apenas parece un coral".
Las dos arias se basan en arias de otra pieza de Bach, la Cantata de caza de 1713 (Was mir behagt, ist nur die muntre Jagd, BWV 208). El aria para soprano Mein gläubiges Herze (Mi fiel corazón) se asemeja a la antigua aria de la diosa de los pastores Pales "Weil die wollenreichen Herden" (Mientras los rebaños todos recubiertos de lana). En la cantata sacra, Bach utilizó un violonchelo piccolo obbligato, un instrumento con el que experimentó en cantatas de su segundo ciclo anual (1724-25). John Eliot Gardiner lo describe como "seguramente una de las expresiones más renovadoras y desabrochadas de alegría melódica y buen ánimo de Bach". El aria de bajo se basa en el aria del dio Pan, "Ein Fürst ist seines Landes Pan" (Un príncipe es el Pan de su propio país). Klaus Hofmann indica que la "espléndida escritura del viento da una pista del pathos con el que Pan... es retratado en la música de caza de Bach".
El último movimiento no es, como muchas cantatas sacras, un simple arreglo coral a cuatro voces, pero con una estructura similar a la del motete que transporta un versículo del evangelio de Juan. La yuxtaposición de "wer an ihn gläubet" (Todo el que cree en Él) y "wer aber nicht gläubet" (pero el que no cree) es expresado mediante una doble fuga con dos temas contrastantes. Las voces son dobladas por un coro de trombones. Gardiner comenta: "Invariablemente sus arreglos del texto de Juan están repletos de propósito, nunca tanto como en el coro final de la cantata Also hat Gott die Welt geliebt, BWV 68 cuando, en lugar de un coral, Juan postula la elección escalofriante entre la salvación o el juicio en esta vida".

## Discografía selecta
De esta pieza se han realizado una serie de grabaciones entre las que destacan las siguientes.
- 1960 – Bach Made in Germany Vol. 2: Cantatas IV. Kurt Thomas, Thomanerchor, Gewandhausorchester, Elisabeth Grümmer, Theo Adam (Eterna)
- 1962 – J.S. Bach: Cantatas BWV 68 & 70. Kurt Thomas, Kantorei der Dreikönigskirche Frankfurt, Collegium Musicum, Ingeborg Reichelt, Erich Wenk (L'Oiseau-lyre)
- 1963 – Les Grandes Cantates de J.S. Bach Vol. 14. Fritz Werner, Heinrich-Schütz-Chor Heilbronn, Pforzheim Chamber Orchestra, Agnes Giebel, Jakob Stämpfli (Erato)
- 1966 – J.S. Bach: BWV 172 & 68. Klaus Martin Ziegler, Vocalensemble Kassel, Deutsche Bachsolisten, Ursula Buckel, Jakob Stämpfli (Cantate)
- 1975 – Bach Cantatas Vol. 3. Karl Richter, Münchener Bach-Chor, Münchener Bach-Orchester, Edith Mathis, Dietrich Fischer-Dieskau (Archiv Produktion)
- 1975 – J.S. Bach: Das Kantatenwerk Vol. 17. Nikolaus Harnoncourt, Tölzer Knabenchor, Concentus Musicus Wien, solista del Tölzer Knabenchor, Ruud van der Meer (Teldec)
- 1981 – Die Bach Kantate Vol. 37. Helmuth Rilling, Gächinger Kantorei, Bach-Collegium Stuttgart, Arleen Augér, Philippe Huttenlocher (Hänssler)
- 1981 – Bach Made in Germany Vol. 4: Cantatas II. Hans-Joachim Rotzsch, Thomanerchor, Gewandhausorchester, Arleen Augér, Theo Adam (Leipzig Classics)
- 1995 – J.S. Bach: Cantatas with Violoncelle Piccolo. Christophe Coin, Chœur de Chambre Accentus, Ensemble Baroque de Limoges, Barbara Schlick, Gotthold Schwarz (Auvidis Astrée)
- 2000 – Bach Cantatas Vol. 26. John Eliot Gardiner, Monteverdi Choir, English Baroque Soloists, Lisa Larsson, Panajotis Iconomou (Soli Deo Gloria)
- 2000 – Bach Edition Vol. 21: Cantatas Vol. 12. Pieter Jan Leusink, Holland Boys Choir, Netherlands Bach Collegium, Marjon Strijk, Bas Ramselaar (Brilliant Classics)
- 2001 – J.S. Bach: Complete Cantatas Vol. 14. Ton Koopman, Amsterdam Baroque Orchestra & Choir, Deborah York, Klaus Mertens (Antoine Marchand)
- 2007 – J.S. Bach: Cantatas Vol. 39 BWV 28, 68, 85, 175, 183. Masaaki Suzuki, Bach Collegium Japan,  Carolyn Sampson, Peter Kooy (BIS)
- 2008 – J.S. Bach: Himmelfahrts-Oratorium. Philippe Herreweghe, Collegium Vocale Gent, Dorothee Mields, Stephan MacLeod